# The Thirst
The Thirst is een Amerikaanse horrorfilm uit 2006 onder regie van Jeremy Kasten. Het verhaal over een groep vampiers werd geschreven door Ben Lustig, Liz Maccie en Wayne Mahon.

## Verhaal
Maxx en zijn vriendin Lisa kampen allebei met verslavingsproblemen. Waar hij zich met pijn en moeite naar bijeenkomsten van de Anonieme Alcoholisten sleept, kan zij niet van de drugs afblijven. Lisa heeft niettemin nog een ander geheim voor Maxx, wat ze hem opbiecht als ze is opgenomen in het ziekenhuis. Ze lijdt aan een terminale vorm van kanker, wat ze achterhield omdat er toch niets meer aan te doen is.
Om twee uur 's nachts meldt nachtzuster Mariel zich aan het bed van Lisa om haar een oplossing voor te stellen voor haar probleem. Daarop maakt The Thirst een sprong naar Lisa's begrafenis.
Wanneer een troosteloze Maxx zich na Lisa's dood een tijd heeft afgezonderd van de buitenwereld, besluiten zijn vrienden Jason en Macey dat het genoeg is geweest. Zij halen hem thuis op en nemen hem onder lichte dwang mee uit zodat hij zijn zinnen kan verzetten. Zodoende komen ze samen terecht in discotheek Hell, die bestaat uit twee verdiepingen. De bovenste is bereikbaar met een lift waarin alleen genodigden plaats mogen nemen. Maxx kan zijn ogen bijna niet geloven als hij Lisa daarin naar boven denkt te zien gaan. Hij forceert daarop een doortocht en treft inderdaad zijn vriendin aan. Zij sleurt hem onmiddellijk na hun hereniging de ruimte uit, omdat op dat moment een groep vampiers een slachtpartij aan begint te richten onder de gasten.
Nachtzuster Mariel blijkt geen werkneemster van het ziekenhuis te zijn waarin Lisa lag, maar een vampier die Lisa ook veranderd heeft. Die is daarmee akkoord gegaan omdat het naast sterven haar enige mogelijkheid was. Zodoende behoort Lisa nu tot een groep moordlustige bloedzuigers onder leiding van hoofdman Darius. Samen met onder meer Mariel, Duke en Lenny schept hij er veel plezier in slachtpartijen aan te richten. Lisa houdt zich van deze praktijken niettemin zo veel mogelijk afzijdig. Zij wilde alleen overleven en probeert nu haar dorst het hoofd te bieden. Lisa is gedwongen van Maxx ook een vampier te maken omdat hij te veel weet en anders moet sterven. Zodra dat gebeurd is, probeert ze hem niettemin te overtuigen van haar instelling en daarmee tegen die van Darius en de zijnen.

## Rolverdeling
- Matt Keeslar: Maxx
- Clare Kramer: Lisa
- Serena Scott Thomas: Mariel
- Erik Palladino: Jason
- Charlotte Ayanna: Macey
- Jeremy Sisto: Darius
- Neil Jackson: Duke
- Adam Baldwin: Lenny
- Alicia Morton: Sara
- Dawn Weld: Kiki
- Tom Lenk: Kronos
- Blythe Metz: Sasha
- Martin Beck: Owen
- Jerry Hoffman: Carl
- Joel Schmidt: Sheldon Hamilton
- Ellie Cornell: Verpleegkundige Linda
- Michael Mantell: Dokter
- Blaine Pate: Priester

## Trivia
- Acteurs Kramer en Lenk speelden eerder allebei een tegenstander van de hoofdpersonages in de vampier-televisieserie Buffy the Vampire Slayer.